# Prosvjed
Prosvjed, protest ili demonstracija (iz lat. demonstrare, 'pokazati') označava javni skup ili javno okupljanje osoba čiji je cilj izraziti negodovanje oko političkih odluka ili vlasti. Mogu se organizirati na razne načine, od javnih govora do masovnih okupljanja, a također mogu poslužiti i utjecaju na javno mišljenje ili političko vodstvo, što katkad podrazumijeva izravno djelovanje. Prosvjedi funkcioniraju na temelju masovne suradnje prisutnih, koji pritom preuzimaju iste rizike i posljedice u svrhu svoga cilja.
Neki od poznatijih prosvjeda bili su oni za vrijeme Hrvatskoga proljeća, studentski prosvjedi 1989. godini u Kini te ruske demonstracije 1993. godine. Prosvjedi su u novije vrijeme postali čest način rušenja političara. Po tom scenariju dolazi do promjene vlasti u Gruziji, Ukrajini, Kirgistanu i Moldaviji. Također pomoću demonstracija oborene su vlade Slobodana Miloševića u Srbiji i Libanona.

## Povodi
Razlozi za demonstratcije mogu biti protesti 
- protiv politike vlade
- za mir
- za zaštitu okoliša
- za poboljšanje radnih uvjeta
- za ili protiv izgradnje odredenih gradevinskih projekata (smetlišta, cesti, industrijskih pogona) i sl.

## Vanjske poveznice

### Sestrinski projekti
|  | Zajednički poslužitelj ima još gradiva o temi prosvjedi |

### Mrežna mjesta
- LZMK / Hrvatska enciklopedija: demonstracija
- LZMK / Proleksis enciklopedija: demonstracija